# Kill Your Idols
Kill Your Idols was een hardcorepunkband afkomstig uit New York. De band was actief van 1995 tot en met 2007 en speelde op het laatst bij het platenlabel SideOneDummy Records. De band heeft in totaal vier studioalbums, negen splitalbums en vijf ep's laten uitgeven.
Alhoewel de band invloeden kende uit de hardcore punk uit Californië en het dichter bij de thuisbasis gelegen Washington, valt de muziekstijl van Kill Your Idols onder de New York hardcore.

## Geschiedenis
De naam van de band Kill Your Idols is genomen van een gelijknamig nummer van de band Situated Chaos, een band van Long Island die in de late jaren 90 actief was. Het nummer omschreef voor Andy West en Gary Bennett, de oorspronkelijke leden van Kill Your Idols, goed hoe ze over hardcore punk dachten. West en Bennett werden aan elkaar voorgesteld door Vinnie Segerra, de frontman van Situated Chaos.
Nadat Kill Your Idols de eerste demo had opgenomen tijdens een show bij de muziekclub CBGB bezorgde Segerra de band een contract bij het kleine platenlabel Bitter Sweet Records. Nadat dit label werd opgeheven, ging Kill Your Idols met de resultaten van de zelf bekostigde opnamesessies voor het eerste echte album naar een andere bekende uit de scene, Brett Clarin. Clarin was de eigenaar van het platenlabel None of The Above Records. Onder dit label werd de 12" E.P. uitgegeven in 1997. Hierna begon de band aan de eerste tournee. Niet lang hierna tekende de band een contract bij het platenlabel Blackout! Records van Bill Wilson.
Voor de zes à zeven jaar die daarna volgde, toerde de band door onder andere Noord-Amerika, Europa en Azië met andere punkbands, zoals H2O, Good Riddance, The Casualties, 7 Seconds, Agnostic Front, Death by Stereo, Kid Dynamite en andere bands. Tijdens deze periode werd de band opgemerkt door Joe Sib en Bill Armstrong, de eigenaars van het grotere Californische platenlabel SideOneDummy Records. Dit zorgde ervoor dat de band meer distributiemogelijkheden had, meer airplay kreeg, op grotere podia kon spelen en met grotere bands werkte. Tegen deze tijd waren de bandleden klaar met het vele toeren en werd er besloten om vooral nog lokaal te spelen, voornamelijk bij CBGB, en van tijd tot tijd albums op te nemen. Families van de bandleden en andere bands vereisten meer aandacht en zo werd besloten om de band op te heffen. In mei 2007 werden in Philadelphia, New Jersey, en New York afscheidsconcerten gegeven. In de jaren 2010-2019 werden enkele reünieshows gespeeld.
Nadat Segerra in januari 2020 overleed, werd in februari dat jaar een reünieoptreden gegeven. Tijdens de coronapandemie begon de band weer met het schrijven van nieuw materiaal, en kondigden ze aan nieuwe muziek uit te gaan brengen. In 2021 verscheen het compilatiealbum Hardcore CIrca '96 - '97 en in 2022 werd een splitalbum met Rule Them All uitgegeven.

## Leden
- Andy West - zang
- Gary Bennett - gitaar
- Mike DeLorenzo - basgitaar
- Anthony Corallo - drums

## Discografie
Studioalbums
- No Gimmicks Needed (Blackout!, 2000)
- Funeral for a Feeling (SideOneDummy, 2001)
- Kill Your Idols (Grapes of Wrath/Reflections, 2002)
- From Companionship to Competition (SideOneDummy, 2005)

Ep's
- 12" E.P. (None of the Above, 1997)
- This is Just the Beginning (Blackout!, 1998)
- Funeral for a Feeling (SideOneDummy, 2001)
- For Our Friends (Life Line, 2004)
- Salmon Swim Upstream (Vicious Circle, 2007)

Splitalbums
- I Hate The Kids (met Fisticuffs, Motherbox, 1998)
- Kill Your Idols/Full Speed Ahead (Hellbent!, 2000)
- Kill Your Idols/The Nerve Agents (Mankind, 2000)
- Voorhees/Kill Your Idols (Indecision, 2000)
- Good Riddance/Kill Your Idols (Jade Tree, 2001)
- Kill Your Idols/Crime In Stereo (Blackout!, 2003)
- 7 Seconds/Kill Your Idols (SideOneDummy, 2004)
- Live on WLUW (met Modern Life is War, Life Line, 2005)
- Poison Idea/Kill Your Idols (TKO, 2007)